# Милион
Милион (на френски: million; на италиански: milione) е цяло, естествено, голямо число, равно на 1 000 000, или 106 (10 на 6-а степен), или хиляда хиляди. Обикновено се съкращава млн.
В системата SI на милион съответстват представките: за кратни на милион – M (мега) (106), за дробни (милионни) части – μ (микро) (10−6).